# Ulick Alexander
James Ulick Francis Canning Alexander (10 febbraio 1889 – 4 aprile 1973) è stato un ufficiale inglese.

## Biografia
Era il figlio di James Alexander, e di sua moglie, Lady Emily Boyle, figlia di Richard Boyle, IX conte di Cork. Frequentò l'Eton College e il Royal Military College di Sandhurst.

## Carriera
Nel 1909 Alexander entrò a far parte delle Coldstream Guards. In un primo momento prese il servizio attivo durante la prima guerra mondiale. Tra il 1920 e il 1921 è stato Segretario militare per l'esercito egiziano. Dal 1923 al 1925 è stato Segretario politico di Alexander Cambridge, I conte di Athlone mentre era governatore generale dell'Unione del Sud Africa.
Tra il 1928 e il 1936 Alexander era Comptroller della Casa di Giorgio, duca di Kent. Nel 1936 ricoprì la carica di Keeper of the Privy Purse e scudiero extra di Edoardo VIII, carica che mantenne anche durante il regno di Giorgio VI (1936-1952).
In seguito all'ascesa di Elisabetta II, Alexander è diventato un scudiero extra e un consigliere segreto nel 1952.
È stato Presidente del Tanganyika Concessions Ltd (1952-1957), ed è stato il suo direttore dal 1957 al 1963. È stato direttore della Benjuela Railway Company (1952-1964) e dell'Union Minière du Haut Katanga (1954-1963). Nel 1957 ha lavorato come direttore della Banque Belge.

## Matrimonio
Sposò, il 27 novembre 1947, Lady Mary Beatrice Thynne (1903-1974), figlia di Thomas Thynne, V marchese di Bath. Non ebbero figli.

## Ascendenza
|                                 |                                   |                                           | Genitori                                 |  |  | Nonni |  |  | Bisnonni        |  |  | Trisnonni        |  |
|                                 |                                   |                                           |                                          |  |  |       |  |  | James Alexander |  |  | Robert Alexander |  |
|                                 |                                   |                                           |                                          |  |  |       |  |  | James Alexander |  |  | Robert Alexander |  |
|                                 |                                   | Anne McCullogh                            |                                          |  |  |       |  |  | James Alexander |  |  |                  |  |
| James Alexander                 |                                   |                                           |                                          |  |  |       |  |  | James Alexander |  |  |                  |  |
|                                 |                                   | Charlotte Sophia Dashwood                 | Thomas Dashwood                          |  |  |       |  |  |                 |  |  |                  |  |
|                                 |                                   | Charlotte Sophia Dashwood                 | Thomas Dashwood                          |  |  |       |  |  |                 |  |  |                  |  |
|                                 |                                   | Charlotte Sophia Dashwood                 | Charlotte Louisa Auriol                  |  |  |       |  |  |                 |  |  |                  |  |
| James Dalison Alexander         |                                   | Charlotte Sophia Dashwood                 |                                          |  |  |       |  |  |                 |  |  |                  |  |
|                                 |                                   | Maximilian Dudley Digges Dalison          | William Hammond                          |  |  |       |  |  |                 |  |  |                  |  |
|                                 |                                   | Maximilian Dudley Digges Dalison          | William Hammond                          |  |  |       |  |  |                 |  |  |                  |  |
|                                 |                                   | Maximilian Dudley Digges Dalison          | Elizabeth Boys Beauvoir                  |  |  |       |  |  |                 |  |  |                  |  |
| Anna Maria Julia Dalison        |                                   | Maximilian Dudley Digges Dalison          |                                          |  |  |       |  |  |                 |  |  |                  |  |
|                                 |                                   | Anna Maria Shaw                           | John Gregory Shaw, V baronetto           |  |  |       |  |  |                 |  |  |                  |  |
|                                 |                                   | Anna Maria Shaw                           | John Gregory Shaw, V baronetto           |  |  |       |  |  |                 |  |  |                  |  |
|                                 |                                   | Anna Maria Shaw                           | Theodosia Margaret Monson                |  |  |       |  |  |                 |  |  |                  |  |
| Ulick Alexander                 |                                   | Anna Maria Shaw                           |                                          |  |  |       |  |  |                 |  |  |                  |  |
|                                 | Charles Boyle, visconte Dungarvan | Edmund Boyle, VIII conte di Cork          |                                          |  |  |       |  |  |                 |  |  |                  |  |
|                                 | Charles Boyle, visconte Dungarvan | Edmund Boyle, VIII conte di Cork          |                                          |  |  |       |  |  |                 |  |  |                  |  |
|                                 | Charles Boyle, visconte Dungarvan | Isabella Henrietta Poyntz                 |                                          |  |  |       |  |  |                 |  |  |                  |  |
| Richard Boyle, IX conte di Cork | Charles Boyle, visconte Dungarvan |                                           |                                          |  |  |       |  |  |                 |  |  |                  |  |
|                                 |                                   | Catherine St. Lawrence                    | William St. Lawrence, II conte di Howth  |  |  |       |  |  |                 |  |  |                  |  |
|                                 |                                   | Catherine St. Lawrence                    | William St. Lawrence, II conte di Howth  |  |  |       |  |  |                 |  |  |                  |  |
|                                 |                                   | Catherine St. Lawrence                    | Margaret Burke                           |  |  |       |  |  |                 |  |  |                  |  |
| Emily Boyle                     |                                   | Catherine St. Lawrence                    |                                          |  |  |       |  |  |                 |  |  |                  |  |
|                                 |                                   | Ulick de Burgh, I marchese di Clanricarde | John de Burgh, XIII conte di Clanricarde |  |  |       |  |  |                 |  |  |                  |  |
|                                 |                                   | Ulick de Burgh, I marchese di Clanricarde | John de Burgh, XIII conte di Clanricarde |  |  |       |  |  |                 |  |  |                  |  |
|                                 |                                   | Ulick de Burgh, I marchese di Clanricarde | Elizabeth Burke                          |  |  |       |  |  |                 |  |  |                  |  |
| Emily Charlotte de Burgh        |                                   | Ulick de Burgh, I marchese di Clanricarde |                                          |  |  |       |  |  |                 |  |  |                  |  |
|                                 |                                   | Harriet Canning                           | George Canning                           |  |  |       |  |  |                 |  |  |                  |  |
|                                 |                                   | Harriet Canning                           | George Canning                           |  |  |       |  |  |                 |  |  |                  |  |
|                                 |                                   | Harriet Canning                           | Joan Scott, I viscontessa Canning        |  |  |       |  |  |                 |  |  |                  |  |
|                                 |                                   | Harriet Canning                           |                                          |  |  |       |  |  |                 |  |  |                  |  |